# Adolf Windaus
Adolf Otto Reinhold Windaus (ur. 25 grudnia 1876 w Berlinie, zm. 9 czerwca 1959 w Getyndze) – niemiecki chemik, laureat Nagrody Nobla w dziedzinie chemii w roku 1928 „za zasługi w badaniach budowy steroli i ich związku z witaminami”.
Najpierw studiował medycynę na Uniwersytecie Berlińskim (BS 1897), a następnie chemię na Uniwersytecie we Fryburgu (MS 1899, PhD 1903). W kolejnych latach wykładał chemię na Uniwersytecir w Innsbrucku (1906–1915, od roku 1913 jako profesor stosowanej chemii medycznej). Od roku 1915 do emerytury (1944) był profesorem chemii na Wydziale Chemii Ogólnej Uniwersytetu w Getyndze. W 1952 otrzymał Pour le Mérite za Naukę i Sztukę
W ramach pracy habilitacyjnej zajmował się cholesterolem; w czasie dalszej pracy naukowej nadal koncentrował się na sterolach. Między innymi udało mu się wykazać ścisły związek pomiędzy cholesterolem a kwasem żółciowym. Oprócz tego ustalił strukturę chemiczną wielu witamin z grupy B i D oraz potwierdził swe odkrycia poprzez ich syntezę totalną.